# Torre romana de Magallón
La Torre romana de Magallón Es una atalaya fortificada de origen romano del siglo III ubicada el municipio zaragozano de Magallón.

## Historia
En la época de romanización de la península ibérica, existe documentación que habla de un asentamiento romano llamado Caraví situado en la calzada romana que unía Figueruelas y Tarazona. De esa época se consrva esta torre, un azud y el puente de Fornoles.

## Descripción
Situada a las afueras de la localidad, se encuentra muy cerca del puente de Fornoles y se trata de una torre de planta rectangular construida con grandes sillares que alcanzan los dos metros de altura, siendo el resto añadidos de épocas posteriores. en la actualidad es de propiedad particular y está cubierta con tejado. 

## Catalogación
La torre romana de Magallón está incluido dentro de la relación de castillos considerados Bienes de Interés Cultural, como zona arqueológica, en virtud de lo dispuesto en la disposición adicional segunda de la Ley 3/1999, de 10 de marzo, del Patrimonio Cultural Aragonés. Este listado fue publicado en el Boletín Oficial de Aragón del 22 de mayo de 2006.